# Exército de Libertação de Sindhudesh

Bandeira usada pelo grupo.

O Exército de Libertação de Sindhudesh (também conhecido como Exército de Libertação Sindh) é uma organização de luta pela liberdade baseado na província de Sindh, no Paquistão. O Exército de Libertação de Sindhudesh tornou-se conhecido publicamente durante 2010, após alegar a explosão de uma bomba em trilhos de trem perto de Hyderabad, Paquistão. O grupo está ativo no momento.
Darya Khan é o líder do grupo. A mídia paquistanesa também declarou que o presidente do Jeay Sindh Muttahida Mahaz, Shafi Muhammad Burfat, estaria operando o Exército de Libertação de Sindhudesh de Cabul.

## Declaração como organização terrorista
O Exército de Libertação de Sindhudesh foi designado como organização terrorista pelo governo paquistanês. O Paquistão acusou repetidamente a Índia de apoiar o Exército de Libertação de Sindhudesh.